# أوليفيا فون هالي
أوليفيا فون هالي (بالإنجليزية: Olivia von Halle)‏ هي مصممة أزياء بريطانية، ولدت في 1983 في نيوكاسل أبون تاين في المملكة المتحدة.